# سبک (فیلم ۱۹۹۴)
سبک (به هندی: Andaz) فیلمی محصول سال ۱۹۹۴ و به کارگردانی دیوید داوان است. در این فیلم بازیگرانی همچون آنیل کاپور، جوهی چاولا، کاریسما کاپور، قادرخان، راج بابار، شاکتی کاپور، ساتیش کایشیک ایفای نقش کرده‌اند.